# О свободе родосцев
«О свободе родосцев» — речь древнегреческого оратора Демосфена, сохранившаяся в составе «демосфеновского корпуса» под номером XV. Была произнесена в афинском Народном собрании в 351 или 350 году до н. э.
Изгнанные с Родоса демократы обратились к афинянам за помощью против олигархов и поддерживавшего их царя Карии. Афиняне традиционно поддерживали демократов в других полисах Греции, но в этом случае вмешательство было чревато столкновением с персами и противоречило условиям мира, которым закончилась Союзническая война. К тому же родосцы совсем недавно были противником Афин, из-за чего существовало определённое предубеждение. Демосфен постарался убедить собрание в том, что демократов нужно поддерживать везде, в том числе и на Родосе. Известно, что какие-то решение по итогам не были приняты, в 346 году до н. э. Родос был подчинён карийцами.